# Gongshanwan
Gongshanwan (kinesiska: 公山湾, 公山湾乡) är en socken i Kina. Den ligger i den autonoma regionen Inre Mongoliet, i den norra delen av landet, omkring 81 kilometer väster om regionhuvudstaden Hohhot.
Genomsnittlig årsnederbörd är 573 millimeter. Den regnigaste månaden är juli, med i genomsnitt 162 mm nederbörd, och den torraste är januari, med 2 mm nederbörd.